# 剑桥大学
劍橋大學（英語：University of Cambridge）為一所座落於英國劍橋郡劍橋市的研究型大學。它是英語世界中歷史第二悠久的大學，也是世界現存第四古老的大學。

## 簡介
劍橋大學的起源為一群牛津大學的學者，因與牛津市民發生衝突而移居至劍橋。 劍橋與牛津這兩所在中世紀建立的英國大學，在校務運作、學術聲望、社會地位等多方面都非常相似，經常合稱為「牛劍」。
劍橋大學是一個由成員學院（College）、學術學院（School）、專業學院（Faculty）、與學系（Department）組成的學院聯邦制學校。由31所成員學院、超過150個學系、及其它附屬機構組成。成員學院享有高度自治權，屬於半獨立機構。它們有自己的管理架構、自行招收學生以及學生活動安排。隨著時間的演進，目前的成員學院已經減少教學與研究的比重，而是由學系主要負責。學術學院和專業學院為負責管理的上層組織。
劍橋大學出版社也屬於大學的一部份，是世界上最古老及第二大的大學出版社。大學擁有8個文化與科學相關的博物館群及一個植物園。劍橋的圖書館群 (包括各學系、學院、與中央圖書館)超過100個，總藏書約有1500萬冊。大學總圖書館是世界上最古老的大学图书馆，也是英國六個法定圖書館之一，因此有權要求國內出版商提供書籍做為館藏。劍橋大學是多個學術聯盟的成員之一，亦為英國「金三角名校」及劍橋大學醫療夥伴聯盟的一部分。它同時與劍橋地區的高科技產業聚落 (矽沼) 和劍橋生物醫學園區 (歐洲最大的生醫產業聚落) 有密切的合作 。
除了各學系安排的課程，劍橋的學生也需出席由學院提供的輔導課程。除了學習，學生可加入各學會、學團及體育校隊，參與不同的課外活動。劍橋大學校友包括多位著名數學家、科學家、經濟學家、作家、哲學家。截止2020年10月，共有121位諾貝爾獲獎者、 15位英國首相、1位香港特首、11位菲爾茲獎得主、7位图灵奖得主曾為此校的師生、校友或研究人員。

## 校史

### 早期歷史
於12世紀晚期，劍橋已經是一個興盛的商業聚落，由於鄰近的伊利為主教教堂所在地，也有許多教士與宗教會所在劍橋地區。於1209年，有一群來自牛津大學的學者為了躲避牛津市民針對學者的衝突而移居至劍橋。最初他們僅居住在臨時住所，但隨著發展，鎮上的房舍逐漸被開發為主管 (後稱學院院長: Master) 、學者與學生的居所。於1226年，在劍橋的學者數目似乎已經足夠發展成一個成熟的組織機構：有一個行政長官 (後稱校監: Chancellor)，有學者授課，並擁有制定好的固定課程。在早期校方與劍橋居民偶有摩擦，原因是年輕的學生 (一般年紀在14-15歲左右) 容易引起騷亂，而居民也時常超收這些學者與學生的住宿或飲食費用。因此於1231年，國王亨利三世頒發飭令將這個機構的成員納入保護免受當地地主的剝削，准許這個機構擁有相當程度的自治，以及免除部分稅賦 (而牛津大學遲於1248年才擁有類似的地位) 。他同時也要求教學方式必須一致: 只有那些註冊在被認可的主管 (Master)之下的成員才能留在劍橋。
教宗額我略九世在1233年頒發的教宗詔書中，進一步允許劍橋畢業生能在基督教世界的任何地區授课。隨後教宗尼古拉四世於1290年的一封信中將劍橋稱為擁有"studium generale" (拉丁文，意指一般研究所) 地位的機構"，若望二十二世也於1318年承認劍橋這個地位，因此來自歐洲其它地區的大學學者開始來劍橋交流、學習或授課，並逐漸發展至現今的規模。

### 學院的建立

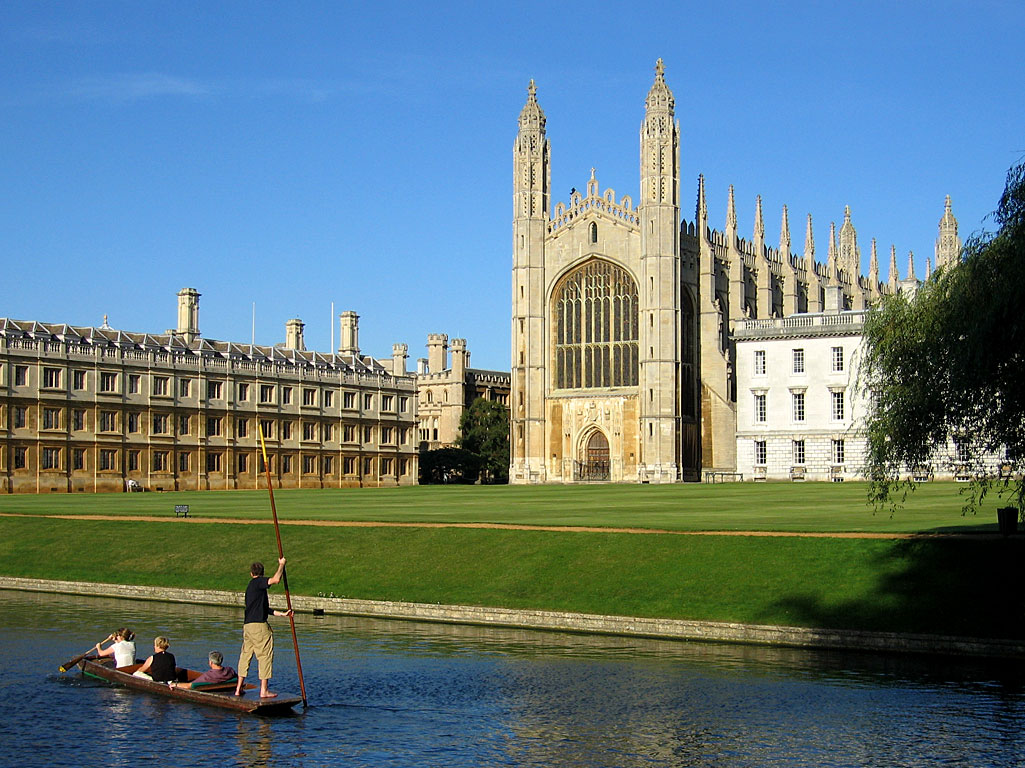
克萊爾學院（左）和國王學院的禮拜堂（中）。這兩個學院分別於1326與1441年建立

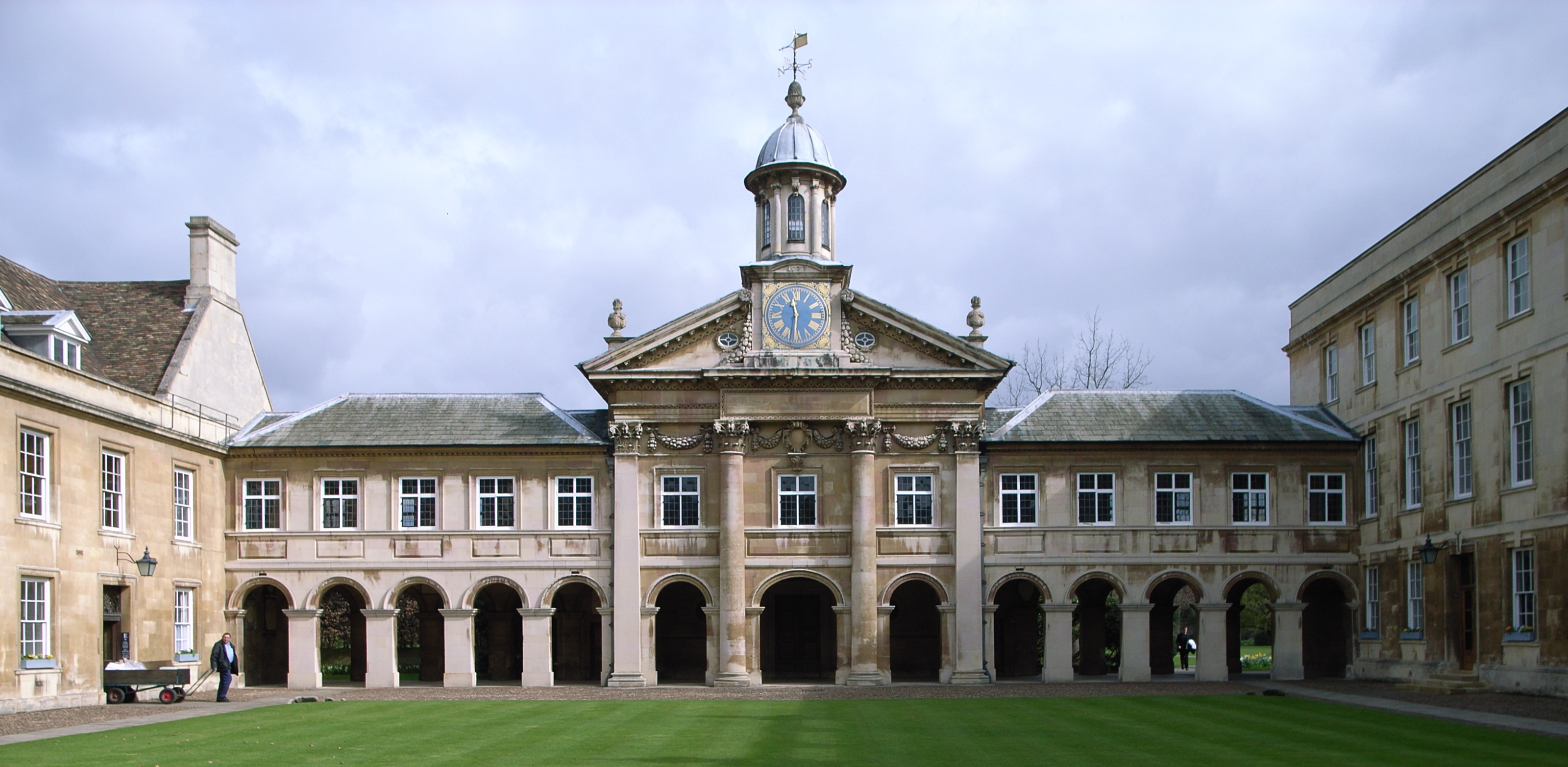
伊曼紐爾學院禮拜堂

劍橋大學的成員學院都是在大學本部成立後才出現。於1284年建立的彼得學院是第一所劍橋大學的學院，許多的老學院都是在14及15世纪陸續成立。但當悉尼·萨塞克斯學院於1596年成立之後出现一段長期的空窗期，直至204年後，唐宁學院才於1800年成立。罗宾逊學院为最晚建立的學院，於1970年代末才完工。哈默顿學院雖然起源於18世紀，但一直僅為大學的“合法建筑物”，遲至2010年才獲頒皇家特許狀晋升至學院的地位。
學院的教育重点曾发生过变化。很多在中世纪成立的學院都与礼拜堂及隐修院等宗教机构有联系，经费的捐款者大多都希望受惠的学生能为自己祈祷及祝福，故學院对学生的教导也多围绕宗教议题。后来，国王亨利八世于1536年下令打压修道院，學院也被要求解雇其研究天主教教规的教授们并停止教授经院哲学，从此剑桥大学的教学和研究重点从宗教和神学转为希腊与拉丁经典、圣经以及数学。
随着与教规教育的疏远，大学的教学重点也逐渐远离天主教思想。慢慢，一些新教提倡者在大学里开始散播自己的思想，大约一个世纪过后，剑桥成为新教分裂活动的中心地。

### 数学与物理学的发展

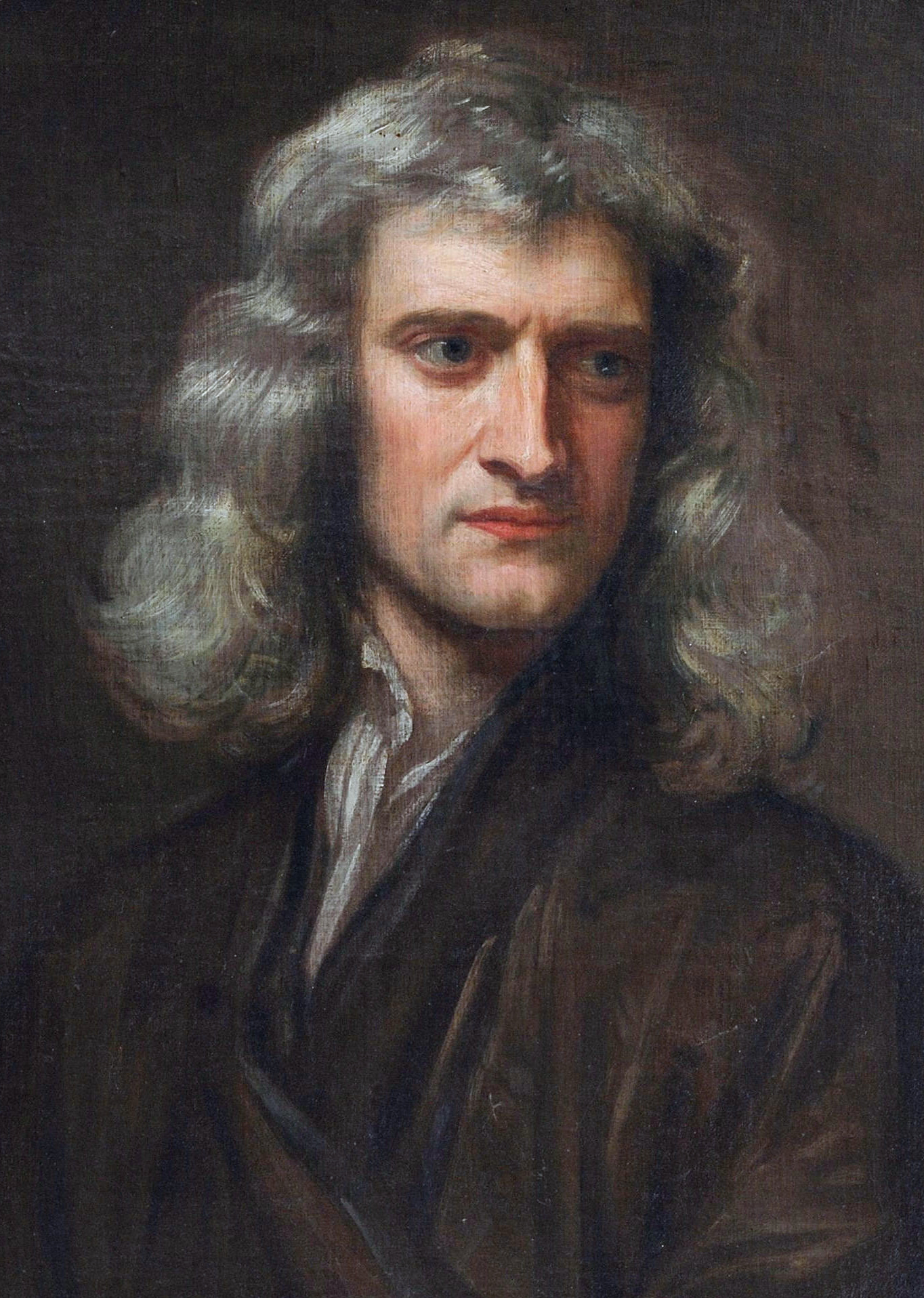
牛顿曾为剑桥大学的学生并任职于该校

从十七世纪牛顿任职期间到十九世纪末，剑桥大学一直偏重于应用数学的教育，特别是数学物理。当时，数学物理为所有学生必修的科目，即便是修读文学士课程的学生。最后，学生们需完成名为“Tripos”的考试来分毕业的等级荣誉。剑桥的数学竞争非常激烈。当中也培养了不少有名的英国科学家，如詹姆斯·克拉克·麦克斯韦、威廉·汤姆森及約翰·斯特拉特。不过，有些著名校友（如戈弗雷·哈罗德·哈代）却批评大学的教育制度，指很多学生只为等级而没有真正培养出对有关科目的兴趣。
剑桥的纯数学研究与教育在十九世纪获得很大的进步，后在二十世纪初达致顶峰，并获得最高的国际标准认可。这些都归功于戈弗雷·哈罗德·哈代以及他的伙伴约翰·伊登斯尔·利特尔伍德。
今天，剑桥依然保持着其数学方面的实力。此校的校友已经夺得六面数学界最高荣誉菲尔兹奖及一面阿贝尔奖，而剑桥的代表也曾赢得过四面的菲尔兹奖。大学方面現有提供数学高级研究课程。

### 女性地位
以前一直只有男生才能申请报读大学，直到1869年第一所剑桥女性學院——格顿學院成立为止。多所女性學院也随后陆续成立，它们包括：1872年的纽纳姆學院、1885年的休斯學院、1954年的默里·爱德华兹學院及1965年的露西·卡文迪许學院。女学生在1881年起可以参加大学课堂，并于1882年首次获准参加大学考核，但在其他方面则仍无法享有与男生相同的地位，直到1948年。
达尔文學院从1964年开始招收女性学生，成为第一所同时招收女生和男生的學院。在1972年—1988年期间，由国王學院及丘吉尔學院带头的各个传统的學院陆续接纳女学生报名。到了后期，其他學院也开始招受女生报名。另外，格顿學院也开始招收男性成员。不过，其他的女生學院则没有跟随。随着2008年牛津大学圣希尔达學院解除其禁止男生报名的规定，剑桥大学成为英国唯一仍拥有拒绝男性成员报名的學院的大学。
现在，大学的性别比例非常均匀：在2019-2020学年，大学共有47.7%的本科生，47.5%的授课型研究生和44.7%的研究型研究生为女性。

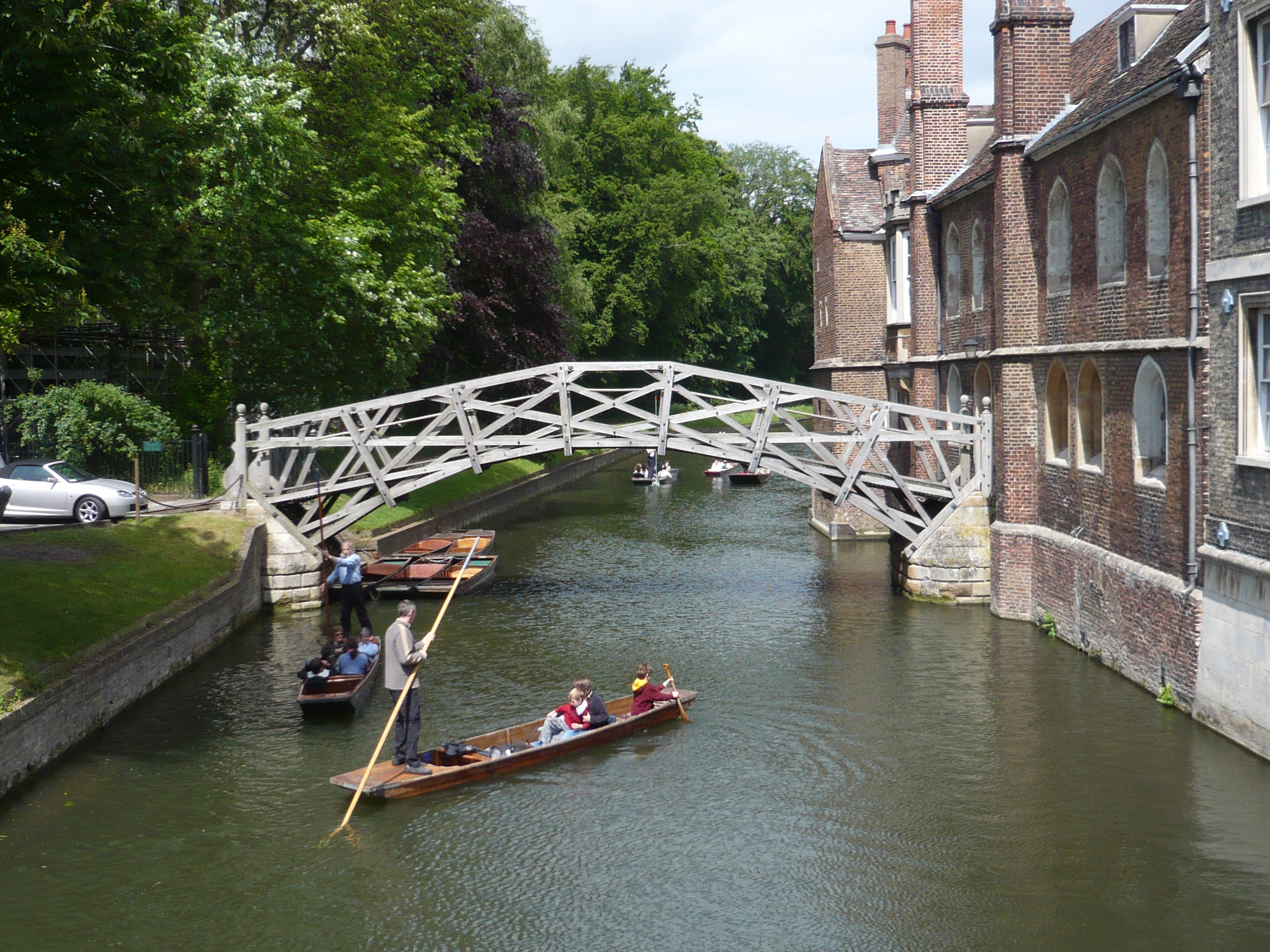
王后學院数学桥

### 传统文化及传说

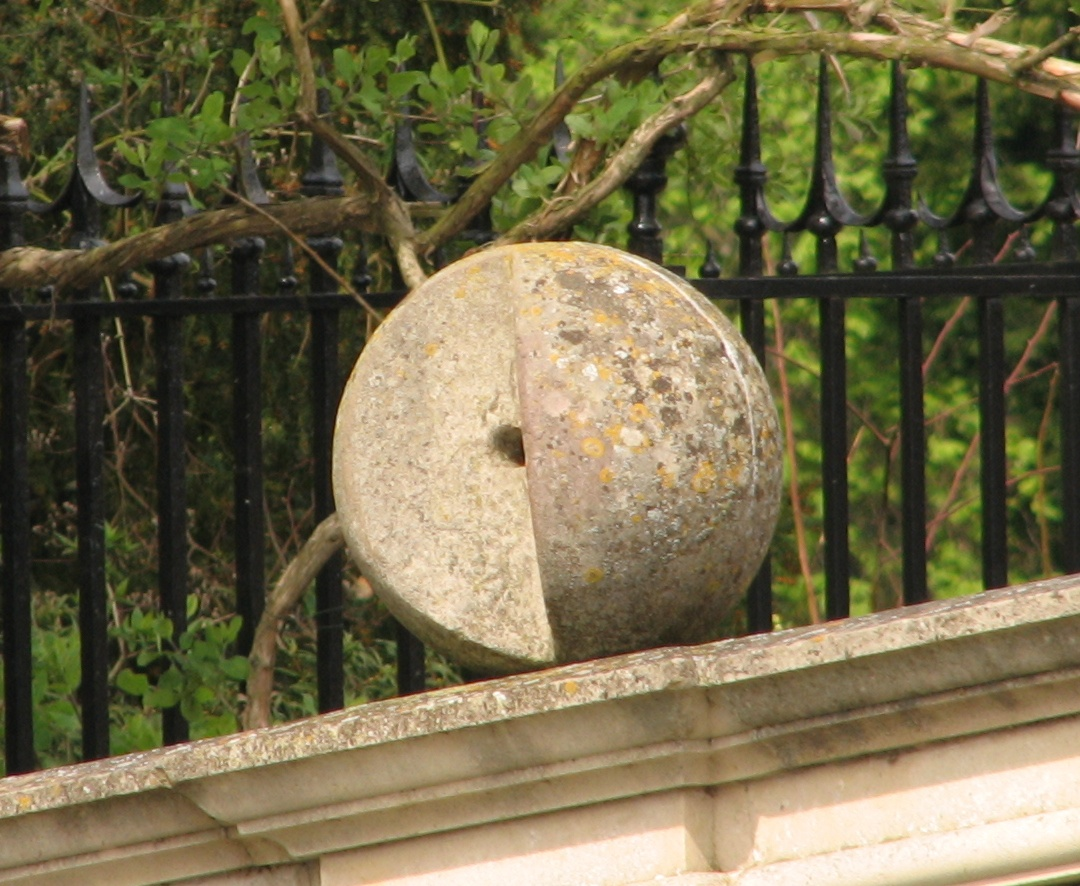
克萊爾學院那块不完整的圆石

作为一个古老的教育机构，剑桥大学有很多独特的文化以及传说。其中一个已经失传的传统是“木勺”（wooden spoon）奖项的颁发。在1909年之前，每年在数学 Tripos 里排名最后的学生都能“夺得”这个长达1米的“木勺”奖。然而大学在1909年之后只公布每个学生的实际分数而非等级排名，故使此“奖”难以颁发，并逐渐失传。关于剑桥的传说则不乏其建筑物由来的故事。
当中最著名的为数学桥。相传，这原本是由牛顿经过精确的计算而建设出来的，桥没用任何螺丝钉及螺栓却能牢固地架在康河之上，但是多年过后，有一些好奇的学生为了研究桥的构造而拆了它的组件，惟之后发现无法在不用钉锤的情况下将其重建，故现在看到的数学桥上还是布满螺丝。其實數學橋建於牛頓已故後，且一直使用螺絲。除了数学桥外，還有聖約翰學院橫跨康河的嘆息橋，之所以會以嘆息命名，是因為據說學生考完試都會在這橋上嘆息。
另一个传说为克萊爾學院的大桥。此桥布满球状的大石装饰品，但是其中一个大石少了一部分。这里有三个故事版本解释：第一是：大学方面因不满意其建筑风格而拒绝付以全部薪金，建筑师为了报复而故意搞些小破坏；第二个版本为：两名建筑师互相打赌看谁建的圆石数目最多，其中一名建筑师为了赢得这项比试，就挖走对方圆石的其中一部分，使其变得不完整并不能作一个来计算；第三个故事则是：學院方面故意建造一个不完整的桥，以逃过“桥税”。

### 近代发展

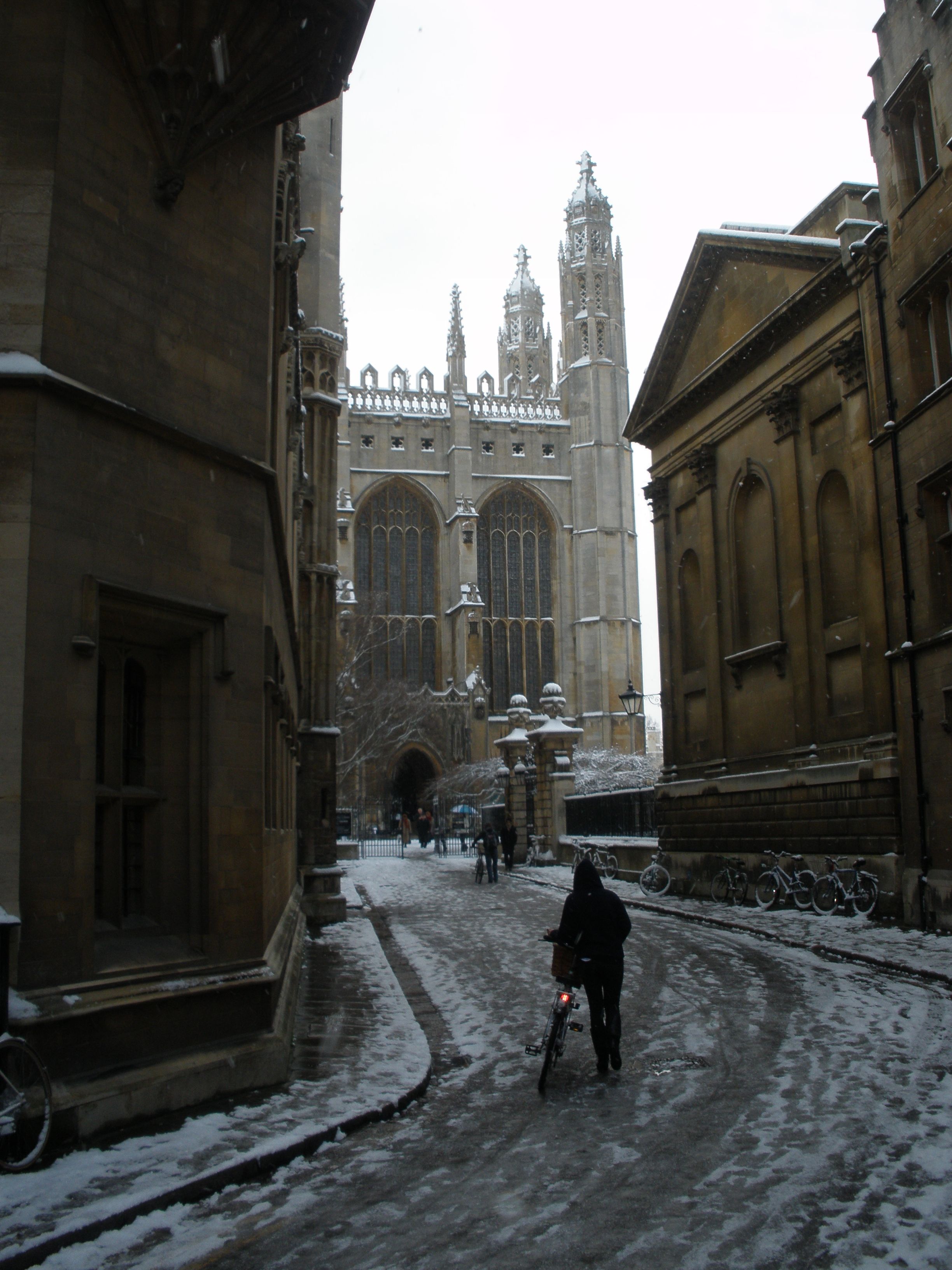
英皇學院礼拜堂（中），克莱尔學院礼拜堂（右），旧校区（剑桥办公大楼，左）

大学后来重新整顿教研架构，创办了很多其他学科，如神学、近代语言及历史等。三一學院的校友理查·菲茨威廉负责建筑学、考古学及艺术课程的经费，而唐宁學院的持有者则出售部分土地作为大学的天文物理学、基因学及地球科学实验室。与此同时，卡文迪许实验室 (物理系) 也在1874年成立於新博物館區，隨後也成立医学系、化学系 (1980年代前分為化學及物理化學系)。卡文迪许实验室於1974年迁移到剑桥西区。
一次世界大战曾严重干扰剑桥大学的教学。当时共有13878名大学成员参与战争，其中的2470人死亡。這造成校方的收入與教學幾乎中斷，並產生嚴重的資金周轉困難。戰爭結束後於1919年，大學開始獲得國家援助，隔年1920年皇室要求政府提供劍橋大學固定的年度基金補助，並必須進行學校改組。這使得校方開始負責統整實際的教學與課程規劃，但成員學院仍保留對於其成員學生的教學方式。大学后又经历二次大战，但这次却得以迅速发展，这主要是因为剑桥的科学研究实力吸引不少学生及资金投放，不少人都希望借新的科研突破，助英国结束这场战争。

### 大学与镇民的关系
以前，大学与当地镇民的关系并不一直都是那么和谐。就在1381年，当地居民因不满大学一些处处受到政府袒护的贵族教职员的行为，而破坏及抢掠大学资产，后来，大学校长获授予特权去捉拿滋事者归案，并一直尝试改善学校与本地居民的关系。双方甚至在十六世纪签署和平协议书，但这宁静很快被1630年在剑桥爆发的鼠疫打破。当时大学學院方面拒绝为受感染的居民治病，并封锁他们的住处。这又一次牵起冲突。
今天，这样的纠纷已经渐渐减退。大学为当地带来新的科技创新及就业机会，并因而改善居民的生活素质。

## 地理位置
剑桥大学各个建筑物主要位处于剑桥市中区，它的学生人数占剑桥市总人口的20%之多。为了迎合剑桥市乘船观光的传统，大学的古老建筑物（如古老的學院）主要集中在市中心接近康河的位置。

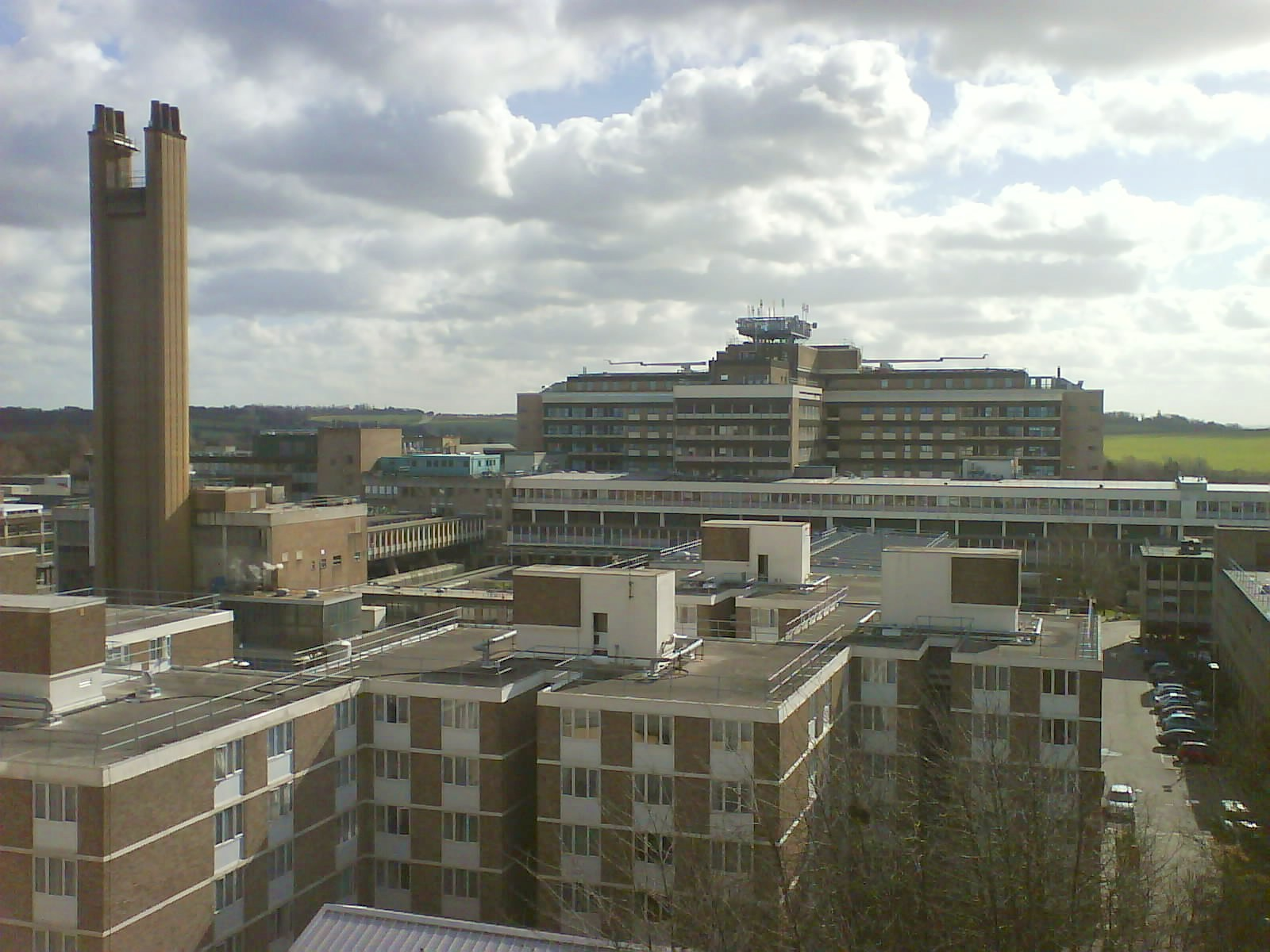
阿登布鲁克医院

### 地点
剑桥大学各个院系及學院分布在不同的地点：
| - 阿登布鲁克区（Addenbrooke's） - 唐宁区（Downing Site） - 格頓区（Girton） - 新博物馆区（New Museums Site） - 旧阿登布鲁克区（Old Addenbrooke's） | - 旧校区（Old Schools） - 银街区（Silver Street/Mill Lane） - 西奇维克区（Sidgwick Site） - 西劍橋/瑪德蓮區（West Cambridge/Madingley） - 西北劍橋發展區（ |

阿登布鲁克医院为剑桥大学医学院的教学医院，在大学上完基础课程后，学生会在那里进行长达三年的临床医学课程。
自行车为剑桥学生穿梭各个校区的主要交通工具。

## 組織架構

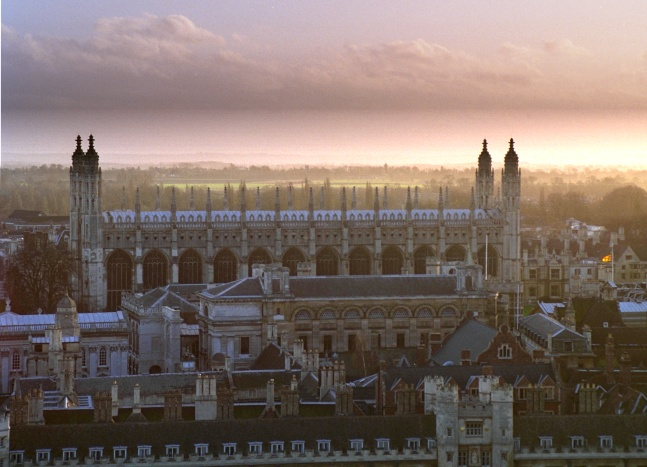
宏观三一學院，冈维尔与凯斯學院及克莱尔學院

劍橋大學为學院聯邦制，这代表着各个成員學院 (College) 有很大的自治权，如他们有权调整开支及管理自己的资产等。學院会獨立招收来自于各个学术領域的學生，为学生安排住宿及提供某些本科辅导课程。學術學院 (School) 與專業學院 (Faculty) 则是负责統整學術研究及教育，並由學系 (Department) 直接負責進行。例如 School of Physical Sciences負責管理三個 faculties: Earth Sciences & Geography、Mathematics、Physics & Chemistry、以及一個 Isaac Newton Institute for Mathematical Sciences。而每一個faculty都又包含數個科系。
這些機構由中央的大學理事會負責監督，而中央行政機構由校長帶領。大学的设施也因此分為三種類型，在所有成員學院、專業學院、學系都有。以图书馆为例：各个學院都有自己的跨学科图书馆，每个学术学院也有相对应的藏书库，大学本身也有中央圖書館。

### 學院 (College)
學院（又譯「書院」）享有很高的自治權，擁有自己的资产及物业，有权委任自己的教职员及录取自己的学生。除此之外其它的所有學術學院、學系、實驗室及研究中心等授課與研究地點均屬於大學的財產。劍橋大學的學生分屬於31個自治的成員學院之一，學生們在此生活、住宿、舉辦課外活動和社交。學院也会向所屬的本科生提供辅导教育课程。因此會在學院中發現來自不同學術背景的學生。

剑桥大学學院成立时间线（与英国重大历史事件对照）

劍橋大學目前有31个成員學院。除纽纳姆學院、默里·愛德華茲學院及露西·卡文迪許學院只收女学生之外，其它學院為男女混合學院。克萊爾學堂與達爾文學院只招收研究生。休斯學堂、露西·卡文迪許學院、聖埃德蒙學院、沃爾森學院只收成年學生 (入學時21歲以上)。
學院可以錄取修读任何主修课目的学生。某些學院倾向錄取特定學術類別的成员，例如：丘吉尔學院的学生多半都念理工科目，而其它像是聖凱薩琳學院的學生來源則較平均。另也有指某些學院的学生都有共同的政治取向，例如許多國王學院的學生擁有左派思想。
每個學院的住宿、飲食費用差異頗大。它們在教育上的開支也同樣有所差異。
除了一般的學院，劍橋大學也有三個神學院: Westcott House、Westminster College及Ridley Hall Theological College。它們相較之下不附屬於校方管理，三個神學院皆屬於劍橋神學聯盟的一員。

劍橋大學的31個成員學院 (包含始建日期):

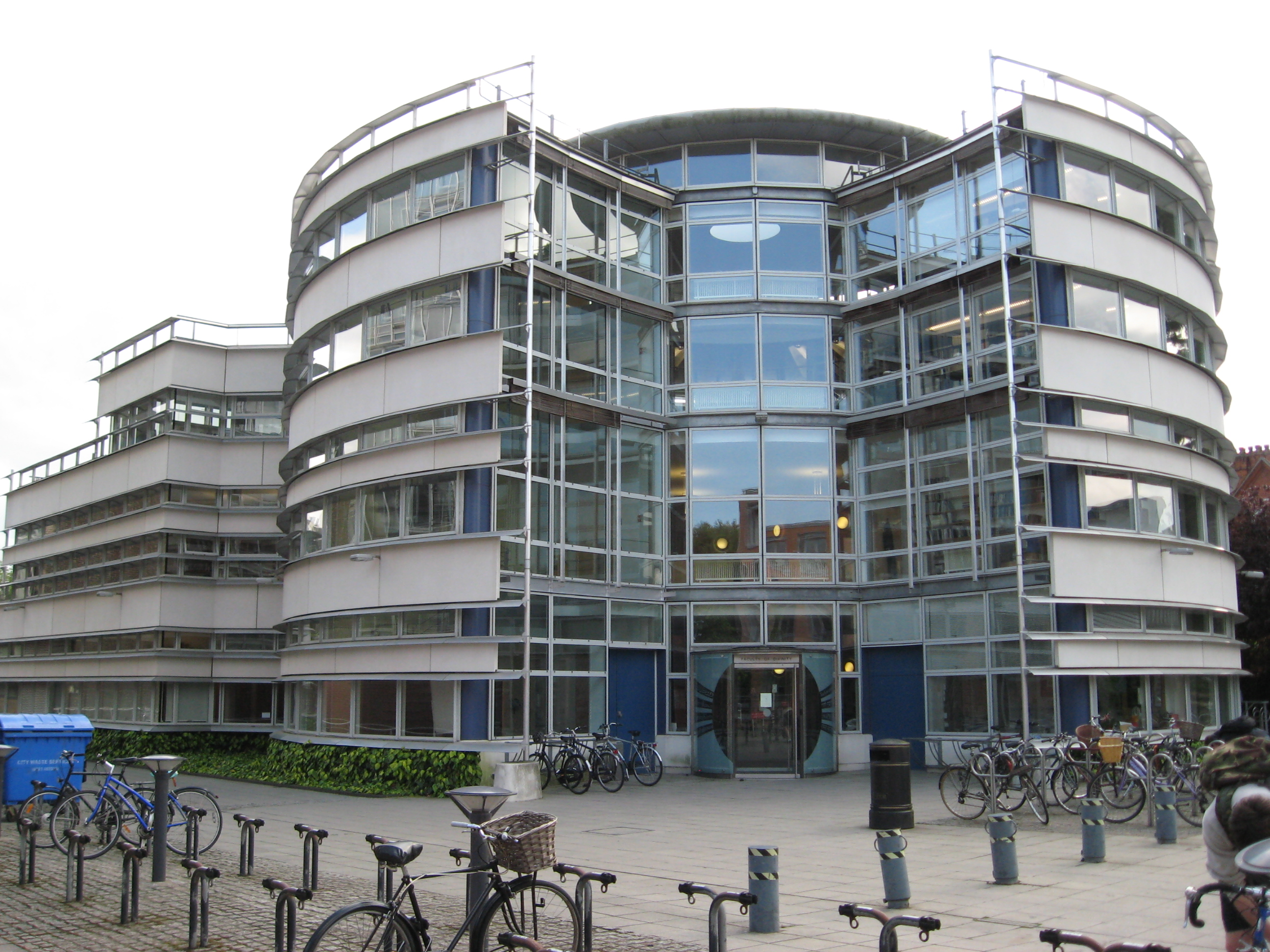
剑桥大学神学院 (Faculty of Divinity)

1. 彼得學院 (1284)
2. 克萊爾 (1326)
3. 彭布羅克 (1347)
4. 岡維爾與凱斯 (1348)
5. 三一學堂 (1350)
6. 基督聖體 (1352)
7. 莫德林 (1428)
8. 國王 (1441)
9. 王后 (1448)
10. 聖凱薩琳 (1473)
11. 耶穌 (1496)
12. 基督 (1505)
13. 聖約翰 (1511)
14. 三一 (1546)
15. 伊曼紐爾 (1584)
16. 雪梨·薩塞克斯 (1596)
17. 唐寧 (1800)
18. 格頓 (1869)
19. 紐納姆 (1871)
20. 塞爾文 (1882)
21. 休斯學堂 (1885)
22. 聖埃德蒙 (1896)
23. 默里·愛德華茲 (1954)
24. 邱吉爾 (1960)
25. 達爾文 (1964)
26. 克萊爾學堂 (1965)
27. 露西·卡文迪許 (1965)
28. 沃爾森 (1965)
29. 菲茨威廉 (1966)
30. 哈默頓 (1976)
31. 羅賓遜 (1976)

### 學術學院 (School)
學術學院是行政管理組織，下轄專業學院、學系與其它研究單位。目前的六個學術學院為：
| - 艺术与人文学院（School of Arts and Humanities） - 人文与社会科学学院（School of Humanities and Social Sciences） - 科技学院（School of Technology） | - 物理科学学院（School of Physical Sciences） - 临床医学学院（School of Clinical Medicine） - 生物科学学院（School of Biological Sciences） |

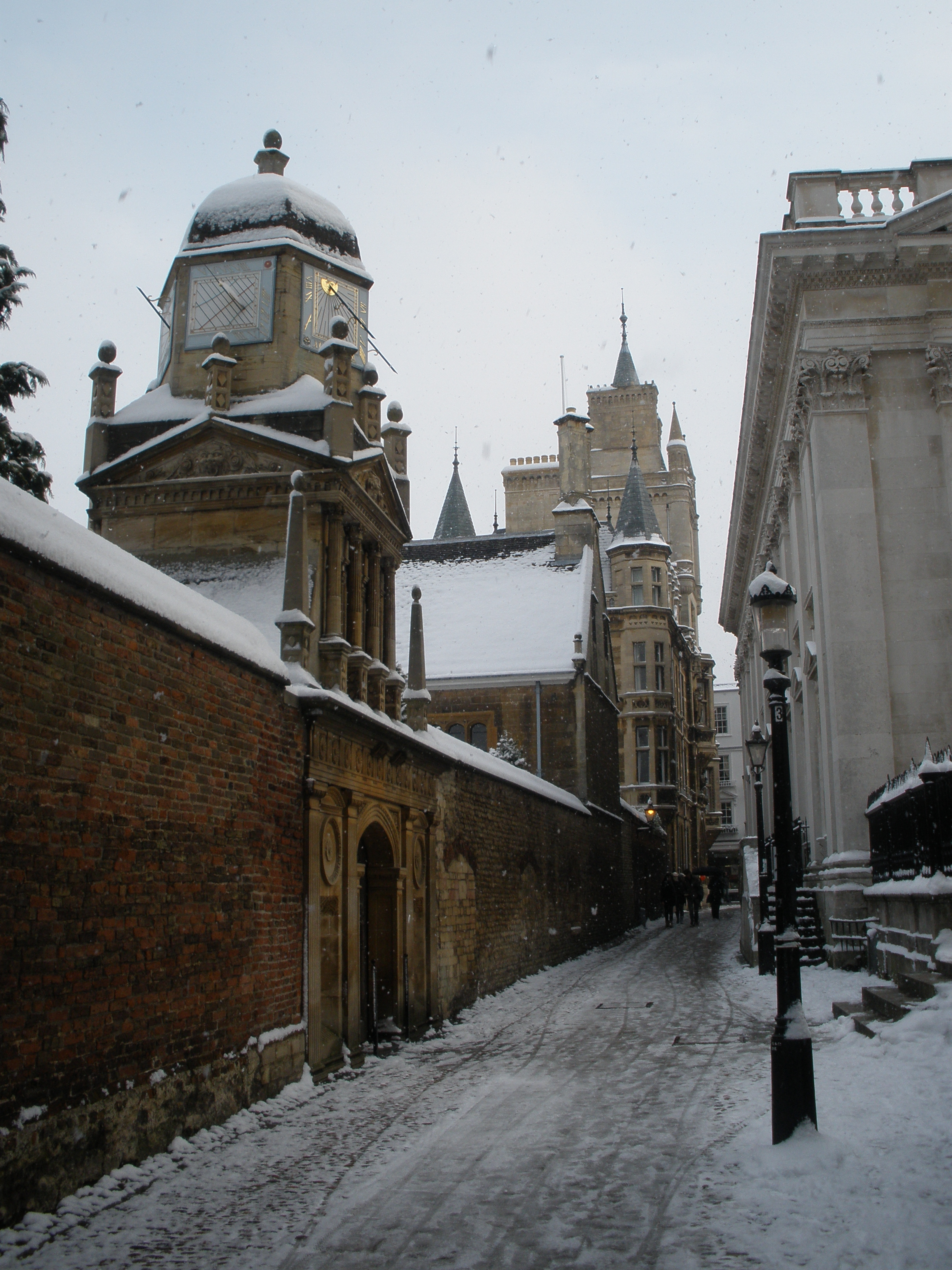
评议会（右）及冈维尔与凯斯学院（左）

每個學術學院都有一個議會 (Council)，由所屬專業學院與學系派出代表組成，並執行行政工作。學術學院擁有在大學理事會 (General Board)中的席次。

### 專業學院 (Faculty) 與 學系(Department)
劍橋大學的專業學院是根據學術領域更細緻的分類，負責統整所屬學系的教學與研究事務，而教研事務由學系直接進行。

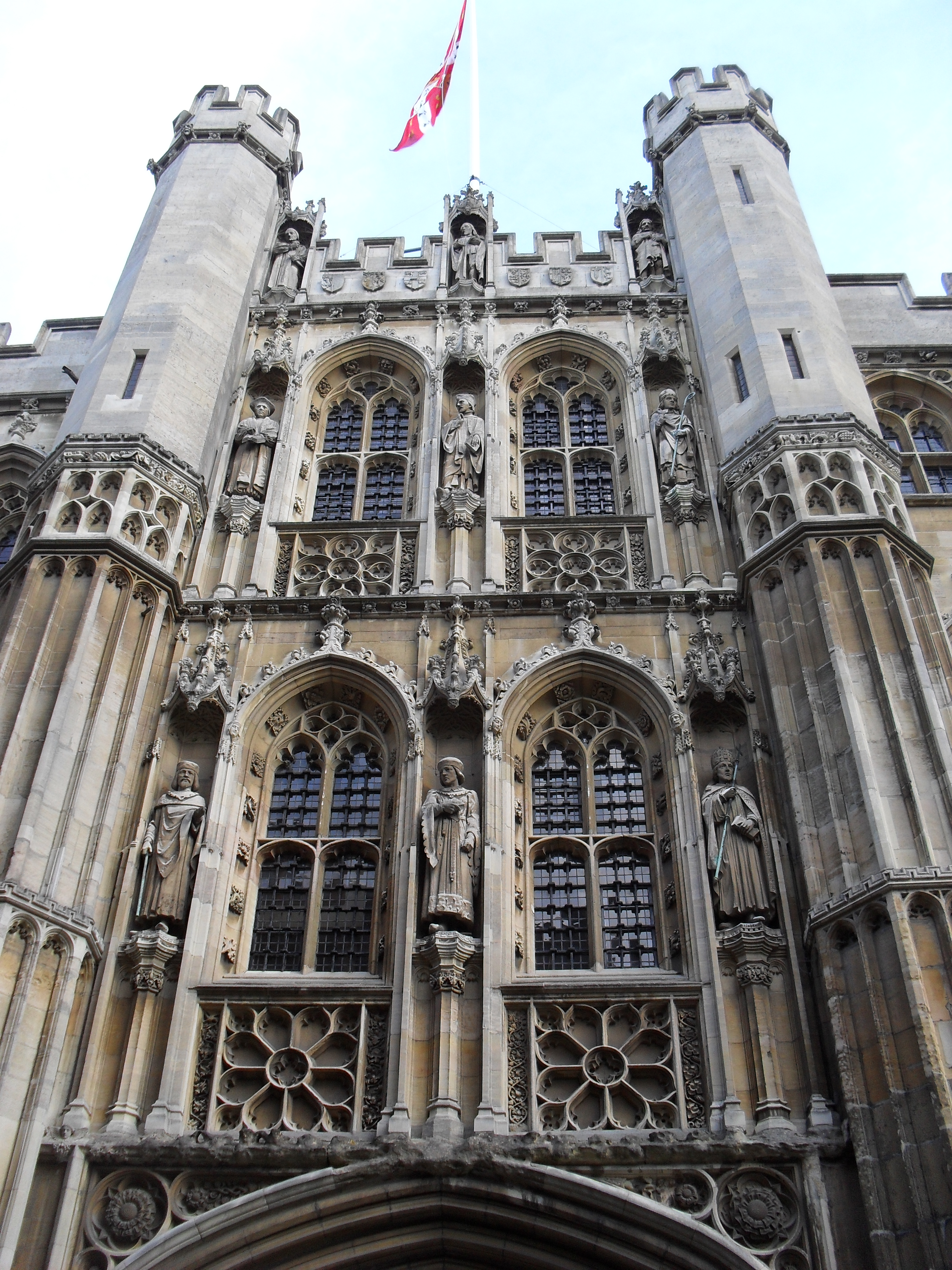
大学中央行政处入口

除此之外，其它一些附屬機構也负责大学的教学和研究，这包括剑桥大学考试委员会、剑桥大学出版社和大学图书馆。

### 中央行政部門

#### 校监与校长
大学的现任校监是在2011年10月15号获投票选出的大卫·约翰·赛恩斯百利爵士。不过，校监只是形式上的一个职位，并没有很大的管治权。而身为校长（/）的乐诗克·伯瑞谢维兹爵士则负责大部分的学校内部行政工作，为真正的行政長官。

#### 评议会和校务委员会

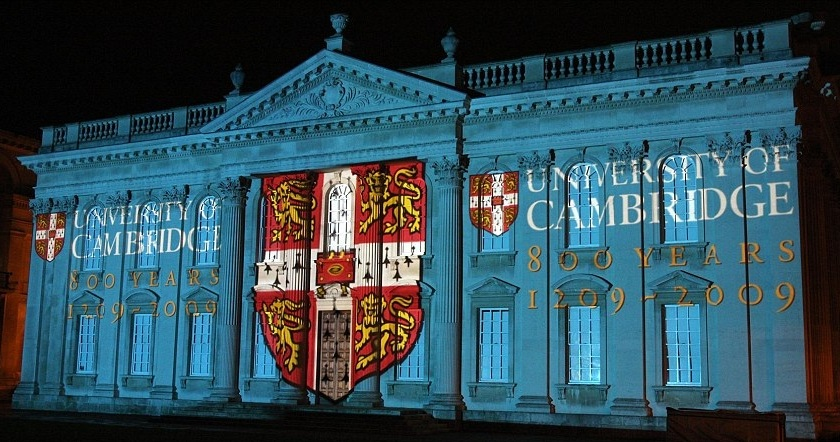
800周年纪念活动中的评议会标志

剑桥大学评议会（Senate House）负责选出大学的校监、校长等高级管理成员。從前评议会也负责选出两名英國國會下议院的代表，但此制度在1950年被废除。在1926年校务委员会成立前，它是大学的行政中心，负责今天校务委员会所负责的工作。评议会成员均有硕士或以上的学历。
如今，校务委员会（Regent House）为大学行政中心。由大學各機構與各個學院的高级成員，以及校監（Vice-Chancellor）、高級事務官（High Steward）、高級副事務官（Deputy High Steward）、法務官（Commissary）共同領導。學校內部管理幾乎由本身成員所執行，僅有少數外部成員參與。

#### 议会和理事会
大学议会（University ）是大学的政策制定和执行机构，定期要向校务委员会汇报，并监督制衡校务委员会的权利职能。大学议会会向校务委员会报告大学普遍关注的问题，并有权通过大学官方杂志将问题公布。自2005年1月起，议会添加两席位给校外成员，校务委员会于2008年3月提出增至四席的建议，后在同年7月得到女王批准。
大学理事会负责大学的学术和教学工作，并由议会负责管理。大学理事会同时管理大学不同學系的理事会 (Faculty Boards)。

### 教学
剑桥大学的一学年分为三个学期：十月到十二月的米迦勒学期、一月至三月的四旬节学期及四月至六月的复活节学期。一学期平均有八个星期的教学日。这比大多数其他英国大学的一个学期要短，学生也需在学期休假时间里应付繁重的功课。
学生的学习模式包括课堂及课余輔導。课室及实验室等教学地点由校方及学术学院安排，而课余輔導则由个别學院负责。輔導课通常为每周一次，以小班形式进行（通常为一对三，甚至是一对一），由教师或博士生带领，学生可以倾诉自己在一周内所遇到的烦恼以及学习上的困难，另也需完成由导师或高年级生设计的问题工作纸或论述题，以巩固已学过的知识。
这也是剑桥及牛津特有的学习模式。

### 财政
剑桥大学是目前英国以至于欧洲最富有的大学。在2011年年底已经有四十三亿英鎊的资金，当中的十六亿来自于大学本部，而剩余的则为各个學院的财款。相比之下，牛津大学同年度的资金为三十三亿英鎊。大学本部每年的开支经费超过十亿。
有指剑桥大学的富有程度，在美国八所常春藤盟校里位列第五，在全美大学里排列第11。不过有评论指出，这两者因财政来源不一而没有可比性：不同于美国这些最富有的私立大学，剑桥大学为公立大学，其教学与研究经费主要得自英国政府。

#### 捐款及筹款
2000年微软公司的比尔·盖茨通过捐款到比尔与美琳达·盖茨基金会开设新奖学金制度，以资助英国以外的学生到剑桥大学修读研究生课程。蓋茨劍橋獎學金(Gates Cambridge Scholarship)也是英國有史以來單一大學獲得的最大筆捐款，金額高達2億1千萬美金，由比尔与美琳达·盖茨基金会捐款予劍橋大學。
2008年，剑桥大学开始其800周年筹款活动。目标为在2012年之前筹得十亿英镑，后在2011年成功达到。这也是欧洲第一个美式的大学周年纪念筹款活动。

## 学术泛论

### 研究

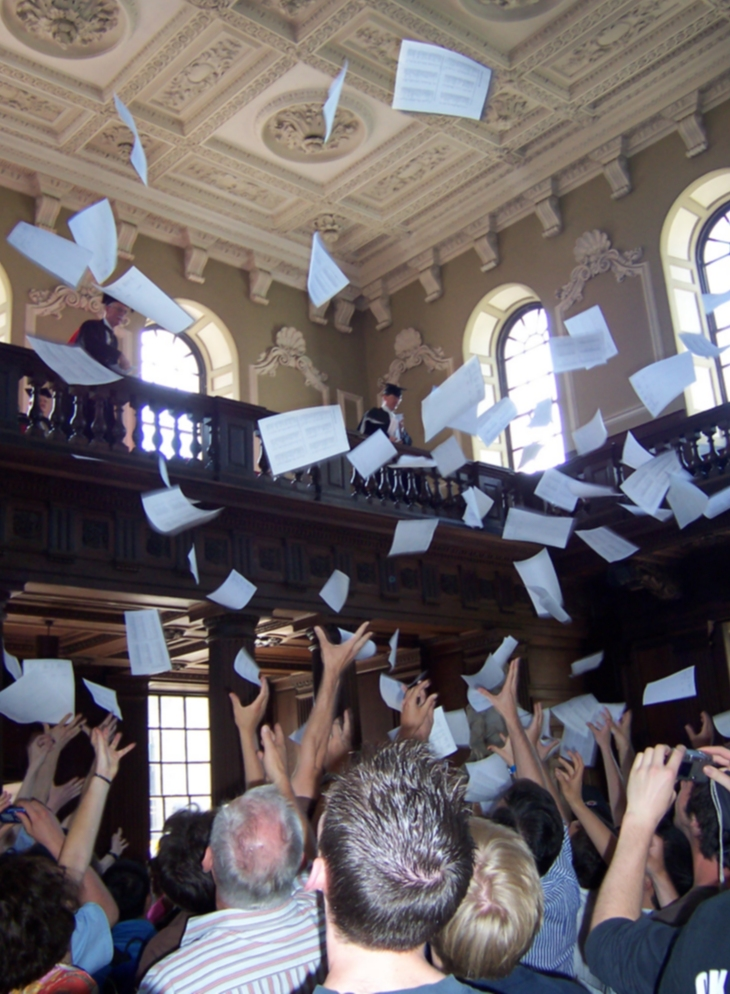
剑桥数学“Tripos”成绩公布时的场面

剑桥大学为研究型大学，研究项目均由大学各个学术部门负责，每年的研究经费大约为六亿五千万英镑。自九十年代起，校方就一直在不同的校园区添加各种专科研究实验室。
它也是多个高校研究组织的成员，并为英国“金三角名校”之一。因同样都在数理方面有良好的声誉，剑桥一直还和美国麻省理工学院有学术上的交流，包括交流生活动以及共同研究项目。

### 图书馆
剑桥共有114所图书馆。大学中央图书馆为有八百万馆藏量的法定送存图书馆，馆方有复印所有在英国或爱尔兰出版的书刊的权利。其他学术学院也有各自专门的图书馆，主要收藏个别学科的刊物。學院的图书馆则为跨学科性质，以协助本科生学习为主。一些古老的學院的图书馆也收藏一些历史悠久的书刊，例如：三一學院的图书馆，就有二十万册在1800年之前出版的书籍，而科珀斯克里斯蒂學院图书馆，则藏有超过六百册中世纪的手写稿，数量在全球最多之列。

### 博物馆
剑桥有八所博物馆，涵盖艺术、文化及科学领域，另有一个植物园：
- 菲茨威廉博物館（Fitzwilliam Museum）：艺术及古代历史博物馆
- 茶壺院（Kettle's Yard）：艺术画廊
- 考古與人類博物館（Museum of Archaeology and Anthropology）：专门收藏本地的手写稿及各地的古制手工艺品
- 動物學博物館（Museum of Zoology）：收藏各地动物样本，以其放置在大门口的长须鲸骨骼闻名，这里也收藏一些由查尔斯·达尔文采得的样本。
- 古典考古博物館（Museum of Classical Archaeology）
- 惠普科學歷史博物館（Whipple Museum of the History of Science）
- 塞德威克地球科學博物館（The Sedgwick Museum of Earth Sciences）：为大学的地质学博物馆
- 史考特北極研究所（Scott Polar Research Institute）
- 植物園（Botanic Garden）：建于1831年，属大学所有。

### 排名聲譽
劍橋大學在眾多排行榜中，均在十強之列，並經常與牛津大學爭奪“全英最佳”之名譽。個別學科方面，則以數、理見長。
《泰晤世高等教育》长年将剑桥连同牛津，美国的哈佛大学、麻省理工学院、斯坦福大学及伯克利加州大学列为六间世界最顶尖超级大学（英语：Super Six Universities）。
剑桥大学的研究实力亦获得多个组织的认可。英国研究评核调查（RAE）在2001年及2008年将剑桥列作全英第一。2005年《卫报》报告指，剑桥培养的博士生的数量为全英高校第一，比位列第二的牛津大学多出30%。

### 畢業典禮

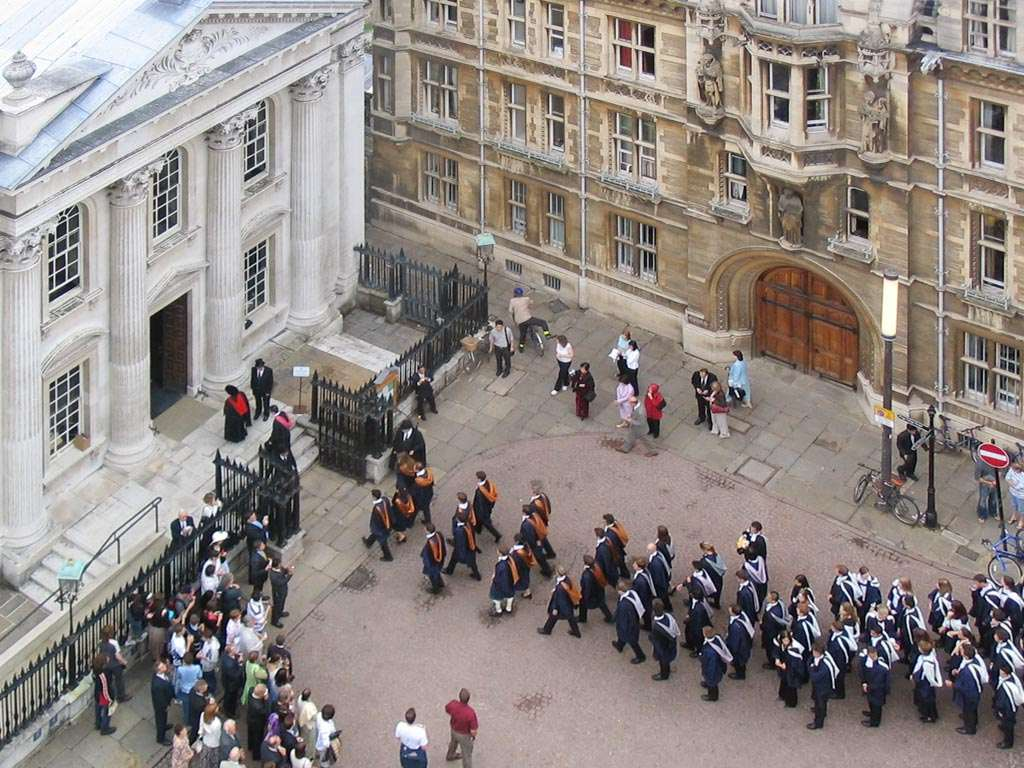
毕业生进入评议会大楼

不同年龄层及不同学科的毕业生，在毕业当日都会穿上不同的學位袍。毕业生的名字会在评议会大楼裡宣读，此为仪式的一部分，宣读的次序会按他们所属的學院编排。

## 学生生活

### 大學學生會
剑桥大学学生会 (Cambridge University Students Union) 在1964年成立，代表着全體剑桥大学的学生。研究生學生會 (Graduate Union) 則代表全體研究生。每位学生在入学时根據課程就会自动成为其中之一的成员。

### 學院學生會
除了大學學生會之外，每位學生在所屬的成員學院也擁有學院學生會: 大學生的Junior Combination Room (JCR)，或是研究生的Middle Combination Room (MCR)。

### 正式晚宴與舞會
劍橋學生擁有參加學院舉辦的正式晚宴 (Formal Hall) 權利。在學期之中，每個學院會在每周固定時間舉辦晚宴。學生與其賓客必須穿著正式服裝 (許多學院規定必須披上黑色外袍)，和學院的院士一同進餐。傳統上，院士在用餐前與用餐後會帶領全體學生禱告，但根據學院不同而變。在特殊節慶時，例如萬聖節、耶誕節、聖派翠克節時會有特別的晚宴。
在每年六月的期末考後，代表著五月週 (May week) 的到來。傳統上在這個時節各個學院會舉辦五月舞會 (May Ball)慶祝。

### 体育文化
剑桥一直也有体育比赛的文化传统。赛艇是当中最受欢迎的活动。牛津大学一直是剑桥最大的体育竞争对手，它们之间的赛事包括牛津剑桥赛艇对抗赛、板球、橄榄球等等。但每隔兩年，它們都會聯手對陣美国的哈佛大学及耶鲁大学团队。此比賽也是歷史最悠久的跨國高校體育競爭活動。
体育设施主要由个别學院提供，但多所遍布各个校区的大学体育馆将会落成。

### 社团组织
大学也有很多由学生筹办的社团，招揽其他有相同兴趣的学生加入，并定期进行讨论以交换心得。直到2010年，共有751个注册社团获得认可。

## 著名校友
剑桥大学校友包括多名数学及科学界的名人。当中也有人文艺术界的著名学者。

## 大众文化
剑桥大学历史悠久，很多古今文学作品及电视电影都有提及它或以它作主题。例子包括：格列佛遊記、成长教育等。

## 外部連結
- 劍橋大學 （页面存档备份，存于）（英文）